# Едвин Канка Чудич
Едвин Канка Чудич (на босненски: Edvin Kanka Ćudić) е босненски правозащитник, майстор на бойни изкуства и треньор, политолог и журналист. От октомври 2013 г. е координатор на УДИК.

## Биография
Чудич е основател и председател на правозащитната УДИК, създадена през 2013 г., със седалище в столицата Сараево и офис в родния му град Бръчко. Организацията провежда кампания за правата на човека и помирение в бивша Югославия. Като координатор на АСИК публикува и представя на обществеността документи за военни престъпления в Босна и Херцеговина и работи върху картографиране на паметници на жертви на войни в страните от бивша Югославия.

## Творчество
- на босненски: Taj maj '92. (2012)
- на босненски: Ne u naše ime: s one strane srbijanskog režima (2019)